# The Cry of Conscience
The Cry of Conscience è un cortometraggio muto del 1916 diretto da Clifford S. Elfelt.

## Produzione
Il film fu prodotto dall'Universal Film Manufacturing Company (con il nome Universal Gold Seal).

## Distribuzione
Distribuito dall'Universal Film Manufacturing Company, il film uscì nelle sale cinematografiche USA l'8 novembre 1916.